# Xã Troy, Quận Grant, Nam Dakota
Xã Troy (tiếng Anh: Troy Township) là một xã thuộc quận Grant, tiểu bang Nam Dakota, Hoa Kỳ. Năm 2010, dân số của xã này là 60 người.